# Đại học Phật Giáo Mahamakut
Đại học Phật giáo Mahamakut hay MBU (tiếng Thái: มหาวิทยาลัยมหามกุฏราชวิทยาลัย) là một trong hai trường đại học Phật giáo tại Thái Lan. Trường được Vua Chualalongkorn thành lập năm 1893 như là viện đào tạo cho các nhà sư, tăng lữ để tưởng nhớ người cha quá cố của mình là Vua Mongkut. Chính phủ Thái đã công nhận tư cách đại học của trường này năm 1997. Đại học Phật giáo bao gồm 4 khoa: Tôn giáo và Triết học, Nhân văn, Khoa học Xã hội, Giáo dục. Ngoài ra, trường còn có chương trình sư phạm và nhiều loại hình đào tạo khác cho công chúng. Trường bắt đầu chương trình đào tạo cao học năm 1987. Chương trình đào tạo nghiên cứu tiến sĩ Phật học bắt đầu năm 2005.